# Makoto Kawahira
Makoto Kawahira (jap. 川平 誠, Kawahira Makoto; * 25. August 1971 in Tomakomai, Hokkaidō) ist ein ehemaliger japanischer Eishockeyspieler und -trainer. 

## Karriere
Makoto Kawahira verbrachte seine gesamte Karriere als Eishockeyspieler bei den Ōji Eagles, für die er von 1990 bis 2006 aktiv war – zunächst in der Japan Ice Hockey League und von 2003 bis 2006 in der multinationalen Asia League Ice Hockey. In den Spielzeiten 1990/91 und 1993/94 gewann er mit seiner Mannschaft den japanischen Meistertitel. In der Saison 2005/06 war er Spielertrainer bei den Eagles.  

### International
Für Japan nahm Kawahira an den Olympischen Winterspielen 1998 in Nagano teil. Zudem stand er im Aufgebot seines Landes bei der B-Weltmeisterschaft 1993 sowie der A-Weltmeisterschaft 2001.  

## Erfolge und Auszeichnungen
- 1991 Japanischer Meister mit den Ōji Eagles
- 1994 Japanischer Meister mit den Ōji Eagles